# 에치젠정
에치젠정(일본어: 越前町)은 후쿠이현 북부 뉴군의 정이다. 동해로 돌출한 에치젠곶(越前岬)이 있다.
2005년 2월 1일에 옛 에치젠정과 오타정, 아사히정, 미야자키촌 등 3정 1촌이 합병해 탄생했다. 예로부터 에치젠요(越前焼) 도기의 산지로 알려져 수많은 도자기 가마가 이 지역에 소재했다.

## 지리
절벽 해안이 계속되는 에치젠 지구의 동쪽으로 해발 500m 전후의 뉴 산지를 사이에 두고 독립 분지를 이루는 오다 지구가 있고 여기서 강의 하류로 나아가면 골짜기의 미야자키 지구를 거치고, 아사히 지구 동단부에 있는 정사무소 주변은 사바에 분지와 함께 평지를 이룬다.

## 역사
- 1955년 3월 1일 - 뉴군 시카우라정과 시로사키촌이 합병해 에치젠정이 신설되었다.
- 2005년 2월 1일 - 에치젠정과 오타정, 아사히정, 미야자키촌 등 3정 1촌이 합병해 새로운 에치젠정이 설치되었다.

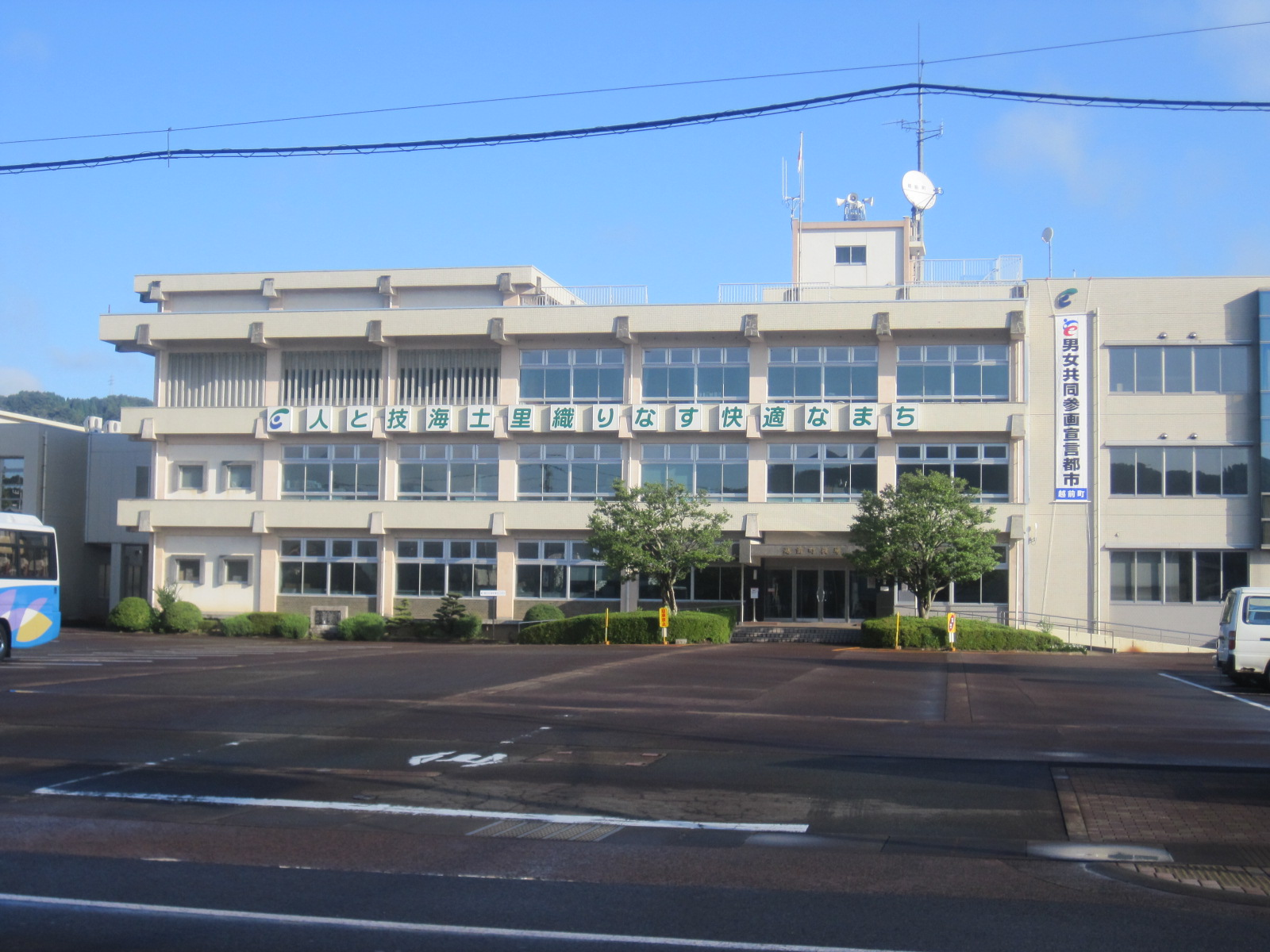
에치젠정사무소

## 교통

### 도로
- 국도 305호선
- 국도 365호선
- 국도 417호선